# Zau de Câmpie (sit SCI)
Zau de Câmpie este o arie protejată (sit de importanță comunitară — SCI) din România, desemnată în scopul protejării biodiversității și menținerii într-o stare de conservare favorabilă a florei spontane și faunei sălbatice, precum și a habitatelor naturale de interes comunitar aflate în arealul zonei de protecție. Aceasta este întinsă pe o suprafață de 9,4 ha, integral pe uscat.

## Localizare
Centrul sitului Zau de Câmpie este situat la coordonatele 46°39′09″N 24°06′07″E / 46.652383°N 24.102058°E. Situl se întinde pe teritoriile administrative ale comunelor Valea Largă și Zau de Câmpie din județul Mureș.

## Înființare
Situl Zau de Câmpie a fost declarat sit de importanță comunitară (ROSCI0408) în ianuarie 2016 pentru a proteja 4 specii floristice.

## Biodiversitate
Situată în ecoregiunea continentală, aria protejată conține 2 habitate naturale: Tufărișuri subcontinentale peripanonice și Pajiști stepice subpanonice.
La baza desemnării sitului se află patru specii de plante protejate: târtan (Crambe tataria), rățișoare (Iris aphylla subsp. hungarica), iris (Iris humilis subsp. arenaria) și Pontechium maculatum subsp. maculatum.
Pe lângă speciile aflate la baza desemnării sitului, pe teritoriul acestuia au mai fost identificate 14 specii de plante ocrotite la nivel european: zăvăcusta (Astragalus dasyanthus), stânjenel sălbatic (Asyneuma canescens), sipică (Cephalaria transylvanica), frăsinel (Dictamnus albus), lalea pestriță (Fritillaria orientalis), ghiocel (Galanthus nivalis), Jurinea mollis ssp. transylvanica, trânji (Neottia nidus-avis), poala „Sfintei Mării" (Nepeta ucranica), bujor de stepă (Paeonia tenuifolia), untul vacii (Orchis morio), prunus (Prunus tenella), salvie (Salvia transsylvanica) și Waldsteinia geoides, un element floristic ce aparține familiei Rosaceae.